# Don McKenzie
Donald Ward McKenzie Jr., detto Don (Hollywood, 11 maggio 1947 – Reno, 3 dicembre 2008) è stato un nuotatore statunitense.

## Palmarès
Olimpiadi
- 2 medaglie:
  - 2 ori (100 metri rana a Città del Messico 1968, staffetta 4x100 metri misti a Città del Messico 1968).